# Conti di Rodez
I conti di Rodez non vanno confusi con i conti di Rouergue.

## Casata di Millau

### Visconti di Millau e di Rodez
Riccardo I di Millau († tra il 1013 e il 1023), visconte di Millau e di Rodez, fratello o figlio di Bernardo, visconte di Gévaudan
sposato a Senegonda, figlia di Guglielmo, visconte di Béziers
Riccardo II († 1050), visconte di Millau e di Rodez nel 1023, figlio del precedente
sposato a Richilde, figlia di Berengario, visconte di Narbona

### Visconti di Carlat e di Rodez
Berengario, visconte di Millau e di Rodez nel 1051, figlio del precedente
sposato ad Adèle, figlia di Girbert, visconte di Carlat, e di Nobilia, viscontessa di Lodève

### Conti di Rodez
1112-1135 : Riccardo III di Carlat, successivamente di Rodez, visconte di Carlat († 1135)., figlio del precedente. Nel 1112, dopo aver ricevuto da Raimondo di Saint-Gilles, conte di Tolosa e di Rouergue, una parte della contea di Rouergue in pegno, prende il titolo di conte di Rodez.
1135-1159 : Ugo I (1090 † 1159), conte di Rodez, figlio del precedente
sposato a Ermengarda di Creyssels († 1196)
1159-1208 : Ugo II (1135 † 1208), conte di Rodez, figlio del precedente
sposato nel 1154 con Agnese d'Alvernia
ha per amante nel 1172 Bertranda d'Amalon
Ugo III († 1196), conte di Rodez associato, figlio d'Ugo II e di Agnese d'Alvernia
Guglielmo († 1208), conte di Rodez associato, figlio d'Ugo II e di Agnese d'Alvernia

Conti di Rodez : leopardo d'oro illeonito su smalto rosso.

1208-1221 : Enrico I (1175 † 1221), conte di Rodez, figlio d'Ugo II e di Bertranda d'Amalon
sposato verso il 1212 ad Algaietta di Scorailles
1221-1274 : Ugo IV (1212 † 1274), figlio del precedente
sposato a Isabella di Roquefeuil († 1271) nipote di Raimondo I di Roquefeuil visconte di Creyssel (cf. Casata di Roquefeuil - seconda stirpe)
1274-1304 : Enrico II (1236 † 1304), conte di Rodez, figlio del precedente.
sposato nel 1256 a Marquisia de Baux, figlia di Ugone Barral de Baux, Signore di Les Baux e Visconte di Marsiglia, e di Sybille d'Anduze; successivamente, nel 1270, a Mascarosse di Comminges († 1292)
1304-1313 : Cecilia (1275 † 1313), contessa di Rodez, figlia del precedente
sposata nel 1298 a Bernardo VI, conte d'Armagnac, († 1319)

## Casata d'Armagnac

Blasone dei conti d'Armagnac e di Rodez.

1313-1373 : Giovanni I (1311 † 1373), conte d'Armagnac e di Rodez, figlio del precedente.
sposato nel 1327 a Beatrice di Clermont († 1364), contessa di Charolais
1373-1384 : Giovanni II († 1384), conte d'Armagnac e di Rodez, figlio del precedente.
sposato nel 1359 a Giovanna di Périgord
1384-1391 : Giovanni III († 1391), conte d'Armagnac e di Rodez, figlio del precedente.
sposato nel 1378 a Margherita (1363 † 1443), contessa di Comminges
1391-1418 : Bernardo VII (v. 1360 † 1418), conte d'Armagnac e di Rodez e connestabile di Francia, fratello del precedente.
sposato a Bona di Berry (1365 † 1435)
1418-1450 : Giovanni IV (1396 † 1450), conte d'Armagnac e di Rodez, figlio del precedente.
sposato nel 1407 a Bianca di Bretagna (1395 † 1419), successivamente nel 1419 con Isabella d'Évreux (1395 † 1450)
1450-1473 : Giovanni V (1420 † 1473), conte d'Armagnac e di Rodez, visconte di Lomagne, figlio del precedente e di Isabella d'Evreux.
sposato nel 1469 con Giovanna di Foix
1473-1497 : Carlo I (1425 † 1497), conte d'Armagnac e di Rodez, fratello del precedente.
sposato nel 1468 a Caterina di Foix († 1510)

## Casata di Valois-Alençon
1497-1525 : Carlo II (1489 † 1525), duchi d'Alençon, pronipote del precedente
sposato nel 1509 a Margherita d'Angoulême (1492 † 1549)

## Casata d'Albret
1527-1555 : Enrico III d'Albret (1503 † 1555), re di Navarra, conte di Foix, di Bigorre, di Périgord, d'Armagnac e di Rodez, visconte di Limoges e di Béarn, signore d'Albret
secondo marito (nel 1527) di Margherita d'Angoulême (1492 † 1549)
1555-1572 : Giovanna d'Albret (1528 † 1572), figlia dei precedenti, regina di Navarra, ...
- sposata nel 1548 ad Antonio di Borbone (1518 † 1562), duca di Vendôme

1572-1589 : Enrico (1553 † 1610), diventa re di Francia sotto il nome di Enrico IV.

## Fonti
- (FR)   Hippolyte de Barrau, Documents historiques sur le Rouergue ... - tomo I, su books.google.fr. URL consultato il 10 febbraio 2013.
- (FR)  (FR) Christian Settipani, La Noblesse du Midi Carolingien. Études sur quelques grandes familles d'Aquitaine et du Languedoc, du IXe au XIe siècles. Toulousain, Périgord, Limousin, Poitou, Auvergne, Oxford, Linacre College, Unit for Prosopographical Research, 2004,  p. 388, ISBN 1-900934-04-3.
- (FR) Armorial du Pays d'Oc